# Meisei Gotō
Pour les articles homonymes, voir Goto.
Meisei Gotō (後藤 明生, Gotō Meisei, 4 avril 1932 – 2 août 1999), également connu sous le nom Akio Gotō, est un écrivain japonais.

## Biographie
Goto est né en Corée du Nord, mais fuit avec sa famille au Kyūshū au Japon tandis qu'il est au collège. Il étudie la littérature russe à l'université Waseda et porte un intérêt particulier à Nicolas Gogol. Il travaille ensuite dans une agence de publicité et une maison d'édition, avant de devenir romancier professionnel en 1968.

## Principaux prix
- 1977 Prix Taiko Hirabayashi pour Yume katari (« Les rêves parlent »)
- 1981 Prix Tanizaki pour Yoshino-dayu (吉野大夫, « Yoshino le courtisan »)

## Titres publiés (sélection)
- Shiteki seikatsu, 1969.
- Waraijigoku, 1969.
- Nani?, 1970.
- Kakarenai hōkoku, 1971.
- Kankei, 1971.
- En to daen no sekai, 1972.
- Gotō Meisei shū, 1972.
- Hasamiuchi (« Attaqué des deux côtés »), 1973.
- Yonjissai no Oburōmofu, 1973.
- Fumbet suzakari no mufumbetsu, 1974.
- Fushigi na temaneki, 1975.
- Nemuri otoko no me, 1975.
- Ōinaru mujun, 1975.
- Omoigawa, 1975.
- Ugetsu monogatari kikō, 1975.
- Meguriai, 1976.
- Hasamiuchi, 1977.
- Waraizaka, 1977.
- Yukikaeri, 1977.
- Yume katari (« Les rêves parlent »)
- Sake neko ningen, 1978.
- Torashima, 1978.
- Yonjissai no Oburōmofu (四十歲 の オブローモフ), Tōkyō : Ōbunsha, 1978.
- Yume to yume no aida, 1978.
- Hari no ana kara, 1979.
- Uso no yō na nichijō, 1979.
- Hachigatsu, 1980.
- Contes de pluie et de lune, Harusame monogatari, 1980.
- Mieru sekai, mienai sekai, 1981.
- Warai no hōhō : aruiwa Nikorai Gōgori (笑い の 方法 : あるいは ニコライ ゴーゴリ), Tōkyō : Chūō Kōronsha, 1981.
- Yoshinodayu (吉野大夫), 1981.
- Fukushū no jidai, Tōkyō : Fukutake Shoten, 1983.
- Nanji no rinjin (汝 の 隣人), Tōkyō : Kawade Shobō Shinsha, 1983.
- Shōsetsu ikani yomi ikani kaku ka, 1983.
- Omocha no chi, chi, chi (おもちゃ の 知、 知、 知), Tōkyō : Tōjusha, 1984.
- Bungaku ga kawaru toki (文学 が 変る とき), Tōkyō : Chikuma Shobō, 1987.
- Kafuka no meikyū : Akumu no hōhō (カフカ の 迷宮 : 悪夢 の 方法 ), Tōkyō : Iwanami Shoten, 1987.
- Memento mori : Watakushi no shokudō shujutsu taiken (メメント モリ : 私 の 食道 手術 体験), Tōkyō : Chūō Kōronsha, 1990.
- Sukēpu gōto (スケープ ゴート), Tōkyō : Nihon Bungeisha, 1990.

## Source de la traduction
- (en) Cet article est partiellement ou en totalité issu de l’article de Wikipédia en anglais intitulé « Meisei Goto » (voir la liste des auteurs).